# Castelnuovo Magra
Castelnuovo Magra (im Ligurischen: Castelnövu) ist eine italienische Gemeinde mit 8253 Einwohnern (Stand 31. Dezember 2023) in der Region Ligurien. Politisch gehört sie zur Provinz La Spezia.

## Geographie
Der antike Stadtkern befindet sich auf dem Monte Bastione, einem Hügel, dessen Hänge bis in die Ebene des Flusses Magra reichen. Durch die exponierte Lage hat man vom Ortszentrum ein Rundumpanorama über die Talebene bis hin zum Tyrrhenischen Meer und dem Val di Vara.
2002 wurde Castelnuovo Magra vom Touring Club Italiano die Bandiera Arancione verliehen, welche besondere Qualität in den Bereichen Umwelt und Tourismus auszeichnet.

## Kultur und Sehenswürdigkeiten
Die Stadt wurde im 11. Jahrhundert gegründet und war im Besitz der Bischöfe von Luni.
In der Pfarrkirche „Santa Maria Maddalena“, die in der Spätrenaissance unter dem Einfluss von Brunelleschi erbaut wurde, befindet sich das Bild „Kreuzigung“ von Pieter Brueghel d. J., eine Kopie des Bildes von Pieter Brueghel d. Ä.
Zu sehen sind noch zwei Türme und einige Mauerreste des Bischofspalastes (1274).

## Gemeindepartnerschaften
Castelnuovo Magra unterhält Partnerschaften mit dem britischen Burton Latimer (seit 2002) sowie mit der portugiesischen Stadt Oliveira de Azeméis (seit 2005).

## Söhne und Töchter der Gemeinde
- Arrigo Petacco (1929–2018), Schriftsteller und Journalist
- Maurizio Maggiani (* 1951), Schriftsteller